# Direct client-to-client
Pour les articles homonymes, voir DCC.
DCC, abréviation de Direct Client-to-Client, est un protocole utilisé par de nombreux clients IRC (Internet Relay Chat).

## Description
Alors que les utilisateurs d'un même réseau IRC reçoivent les messages d'une personne, après que ceux-ci sont passés par un ou plusieurs serveurs, le protocole DCC permet d'établir une connexion directe entre utilisateurs.
Cette méthode est plus communément utilisée pour envoyer des fichiers, mais peut également être utilisée pour chatter plus rapidement et de manière plus sécurisée avec un autre utilisateur.
Cependant, les communications DCC étant directes, donc non relayées par le serveur auquel les utilisateurs sont connectés, les connexions entrantes vers un client IRC peuvent être bloquées par des pare-feu de type NAT si aucun port n'est ouvert en entrée ou redirigé pour autoriser la connexion du client envoyant les données au client de destination. La demande DCC est généralement reçue par le client de destination, mais la connexion échoue (même si elle est acceptée) si le port utilisé est fermé au niveau du pare-feu.